# Unnur Birna Vilhjálmsdóttir
Unnur Birna Vilhjálmsdóttir (Reykjavík, 25 maggio 1984) è una modella islandese, vincitrice del concorso di bellezza Miss Mondo 2005.

## Biografia
Ex-Miss Islanda 2005, il 10 dicembre dello stesso anno la Vilhjálmsdóttir è stata incoronata cinquantacinquesima Miss Mondo nel Beauty Crown Theatre di Sanya, in Cina, ricevendo la corona dalla Miss Mondo uscente, la peruviana María Julia Mantilla. È la terza Miss Mondo islandese, dopo Linda Pétursdóttir nel 1988 e Hólmfríður Karlsdóttir nel 1985.
Sua madre, Unnur Steinsson, vinse il concorso Miss Islanda nel 1983 e nello stesso anno fu finalista a Miss Mondo.